# Gulella puzeyi
Gulella puzeyi é uma espécie de gastrópode da família Streptaxidae.
É endémica da África do Sul.
Os seus habitats naturais são: florestas secas tropicais ou subtropicais.
Está ameaçada por perda de habitat.